# Famille Worms
Cette page explique l’histoire ou répertorie les différents membres de la famille Stern.
La famille Worms est une dynastie de négociants en matières premières (en particulier le charbon), banquiers et armateurs à l'origine de la banque Worms et de la Maison Worms & Cie.

## Membres notables
- Olry Worms de Romilly (1759-1849), banquier, adjoint au maire du 5e arrondissement de Paris et président du Consistoire central israélite de France
- Adolphe Abraham Worms (1799-1843), banquier, président du Consitoire isralélite de Metz
- Hippolyte Worms (1801-1877), négociant, banquier et armateur
- Félix Worms de Romilly (1824-1903), chimiste et physicien, maire du Mesnil-le-Roi et président de la Société française de physique
- Édouard Worms de Romilly (1838-1923), trésorier-payeur général du Gard
- Paul Worms de Romilly (1838-1937), inspecteur général des Mines
- Lucien Worms (1839-1910), armateur
- Rachel Worms de Romilly (1858-1880), épouse de Montesquiou-Fezensac, femme de lettres
- Hippolyte Worms (1889-1962), armateur et financier
- Michel Worms de Romilly (1909-1975), éditeur, époux de Jacqueline de Romilly

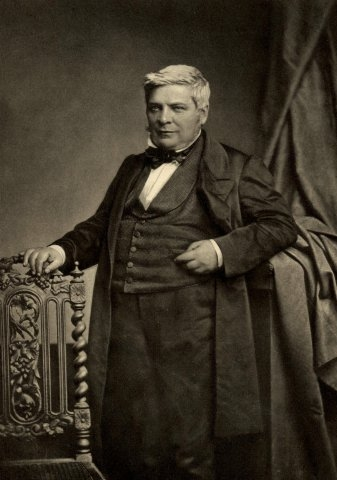
Hippolyte Worms (1801-1877)
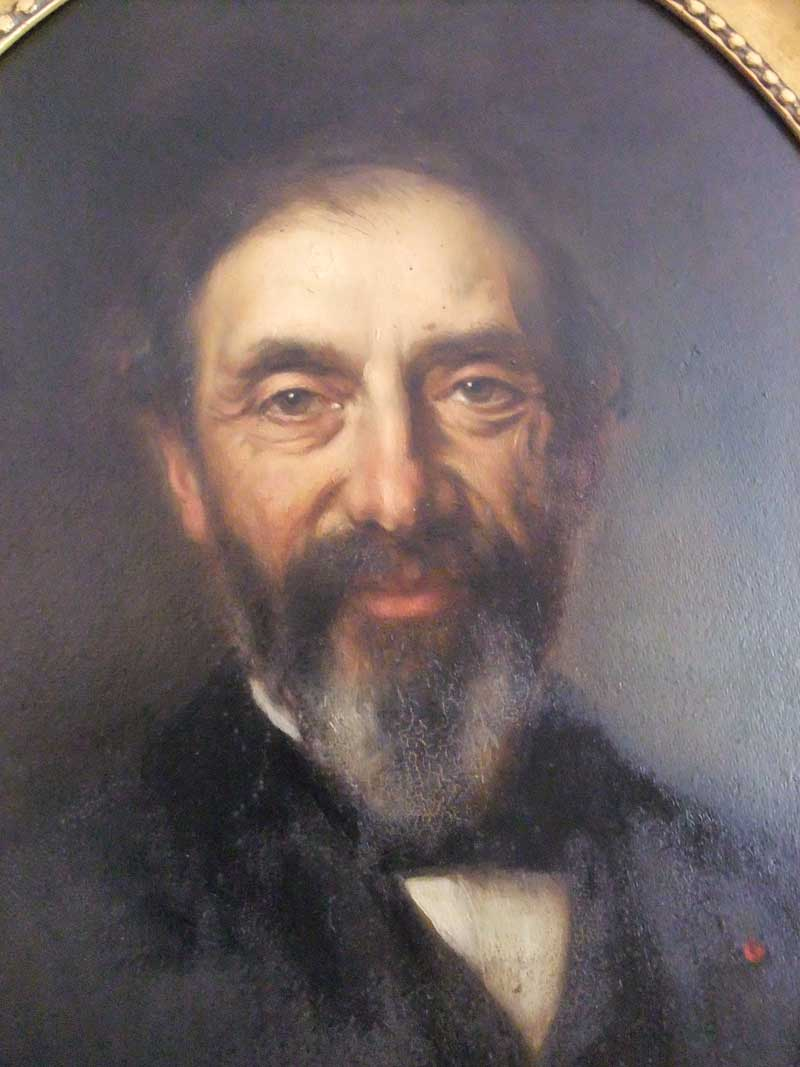
Paul Worms de Romilly (1838-1937)

### Sources
- Jean-Pierre Bardet, Guy Brunet, Noms et destins des sans famille, Presses Paris Sorbonne, 2007
- Christine Piette, Les Juifs de Paris (1808-1840): la marche vers l'assimilation, Presses Université Laval, 1983
- Michel Espagne, Les Juifs allemands de Paris à l'époque de Heine